# Matam
Matam (wolof: Maatam) – miasto w północno-wschodnim Senegalu nad rzeką Senegal, ośrodek administracyjny regionu Matam, ok. 17 tys. mieszkańców.
W czasach kolonialnych Matam było początkowo fortem, broniącym francuskich posiadłości przed zbrojnymi napaściami miejscowych plemion, a następnie faktorią handlową dla statków zmierzających wzdłuż rzeki Senegal. Matam podupadło wraz z żeglugą i obecnie rolę ważnego węzła komunikacyjnego w regionie pełni pobliskie miasto Ouro Sogui.
Z czasów kolonialnych w Matam zachowało się jedynie kilka zrujnowanych budynków.
Zanotowano tutaj najwyższą temperaturę dla Senegalu +48,8 stopnia Celsjusza.

## Bibliografia

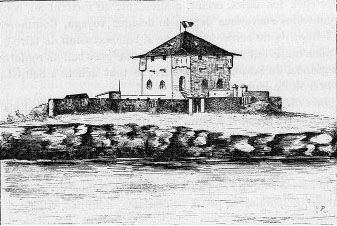
Matam - obrazek z 1890 roku